# Pierre Gabzdyl
Pour les articles homonymes, voir Gabzdyl.
Pierre Gabzdyl est un joueur de football né à Villefranche-sur-Saône (Rhône) le 2 octobre 1969, au poste d'avant-centre, puis milieu offensif.

## Biographie
Formé à l'AS Nancy-Lorraine (club de première division), Pierre Gabzdyl n'est pas conservé dans l'effectif professionnel.
Il signe à FC Annecy (Division 2), où il marque dix buts lors de la saison 1991-1992. Ensuite il signera au FC Perpignan où il connaîtra une saison difficile. 
Il rejoint ensuite le club de Charleville-Mézières en Division 2, où il marque neuf buts pendant la saison 1995-1996, terminant meilleur buteur du club et en réalisant notamment un match remarquable contre Marseille (3-1 pour Charleville). Il reste quatre années dans les Ardennes et inscrit 27 buts. Charleville reléguée, il signe à Laval, où il a rarement du temps de jeu du fait d'une rupture du tendon d'Achille peu après son arrivée. 
L'année suivante, il signe à Valence où il ne joue que très rarement.
Il effectue son retour sur les terrains avec le club d'Annecy (Division d'honneur) avant de rejoindre le FC Gaillard en CFA. Il marque un but d'anthologie contre la réserve de Troyes en ayant dribblé David Régis. Le club monte en National, mais Pierre Gabzdyl rejoint la 4e division suisse.
Il joua en 2005 dans le club de football de Cluses-Scionzier en Ligue Honneur Rhône-Alpes, et depuis 2006 à l'AS Lac Bleu en Division excellence Rhône-Alpes puis Division d'Honneur Rhône-Alpes.
Aujourd'hui, Pierre Gabzdyl s'est reconverti en gérant d'agence immobilière dans le bassin annécien. Il est entraîneur joueur de l'AS Lac Bleu.

## Carrière

### Joueur
- 1987-91 : Formation à l'AS Nancy-Lorraine
- 1991-92 :  FC Annecy
- 1992-93 :  FC Perpignan
- 1993-97 :  FC Charleville-Mézières
- 1997-99 :  Stade lavallois
- 1999-00 :  ASOA Valence
- 2000-02 :  FC Annecy
- 2002-03 :  FC Gaillard
- 2003-05 :  Urania Genève Sport
- 2005-06 :  US Cluses Scionzier
- 2006-08 :  AS Lac Bleu

### Entraîneur
- 2007-... :  AS Lac Bleu